# Escurial de la Sierra
Escurial de la Sierra es un municipio y localidad española de la provincia de Salamanca, en la comunidad autónoma de Castilla y León. Se integra dentro de la comarca de la Sierra de Francia, la subcomarca de Las Quilamas y la microcomarca de La Calería.
Su término municipal está formado por un solo núcleo de población, ocupa una superficie total de 20,97 km² y según los datos demográficos recogidos en el padrón municipal elaborado por el INE en 2017, cuenta con una población de 237 habitantes.

## Geografía
La localidad está situada a una altitud de 961 m s. n. m. al pie de la vertiente septentrional de la Sierra Mayor, en el espacio natural de las Quilamas, a su vez parte de un complejo montañoso más amplio formado por la Sierra de Francia, en el Sistema Central español. La Sierra Mayor, también denominada Sierra de Tamames-Linares, es una formación montañosa de altitud promedio entre 1200 y 1400 metros sobre el nivel del mar, con orientación oeste-noroeste a estesureste. Por el sur se encuentra al abrigo de Pico Cervero y las crestas de la Sierra de las Quilamas y por el norte está abierto a campos y dehesas.
| Noroeste: Tejeda y Segoyuela | Norte: Barbalos           | Noreste: Barbalos           |
| Oeste: Navarredonda          |                           | Este: Herguijuela del Campo |
| Suroeste: Navarredonda       | Sur: San Miguel de Valero | Sureste: Linares de Riofrío |

La mayor parte del territorio del término municipal de Escurial está actualmente cubierto de bosques y vegetación arbórea dominada por encinares de Quercus ilex y, sobre todo, robledales de roble melojo (Quercus pyrenaica). Hay también algunos castañares y otras especies que dan impronta a su paisaje, como la escoba blanca (Cytisus multiflorus) en los espacios abiertos y el helecho común (Pteridium aquilinum) en el sotobosque de robles. En cuanto a la fauna, se han catalogado más de cien especies de vertebrados, muchas de ellas protegidas. Entre los mamíferos es particularmente abundante el jabalí.

### Clima
El clima, aunque mediterráneo, tiene una fuerte influencia atlántica, con temperaturas medias anuales entre 12 y 13 grados y una precipitación anual en torno a los 700-900 litros por metro cuadrado.

## Historia

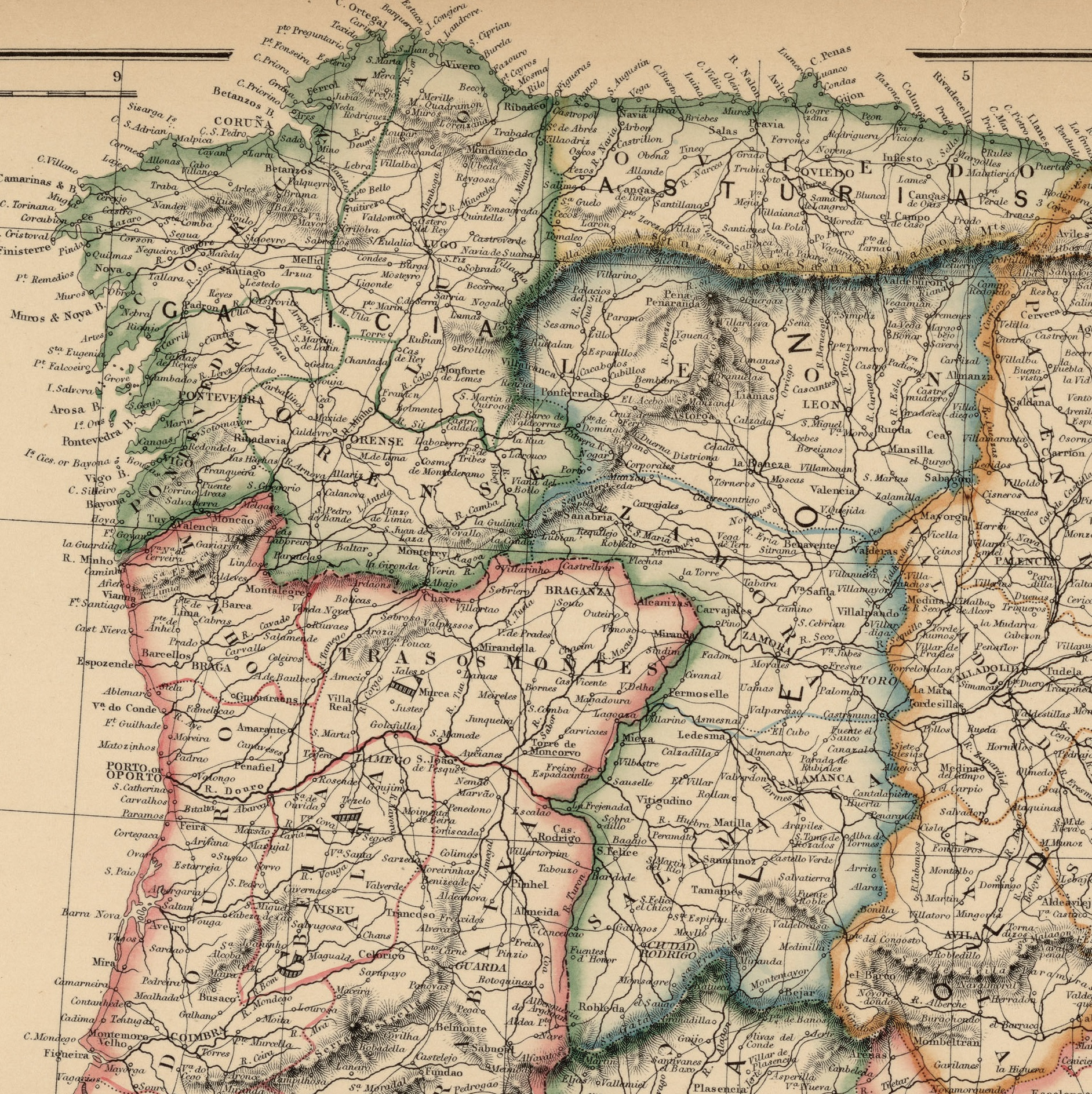
Detalle del noroeste de la península ibérica en un mapa de 1869 en el que se puede apreciar Escurial.

La fundación de Escurial se encuadra dentro del proceso de repoblación llevado a cabo en la zona por los reyes leoneses en la Edad Media, pasando Escurial a formar parte del cuarto de Peña del Rey de la jurisdicción de Salamanca, dentro del Reino de León. Con la creación de las actuales provincias en 1833, Escurial de la Sierra fue incluido en la provincia de Salamanca, dentro de la Región Leonesa.

## Demografía
Escurial de la Sierra cuenta con una población de 244 habitantes (INE 2024).
| Gráfica de evolución demográfica de Escurial de la Sierra entre 1842 y 2021                                         |
| |
| Población de derecho según los censos de población del INE Población de hecho según los censos de población del INE |

Escurial, como muchos pueblos del Campo de Salamanca, ha visto reducida su población debido a la emigración que se produjo en los años sesenta y setenta del siglo XX hacia ciudades españolas y europeas. Desde principios de siglo hasta la década de los sesenta contaba con una población estable de entre 800 a 900 habitantes. En los setenta ya presenta una población de unos 500 habitantes y en los 80 esta cifra ha bajado a unos 300.
Actualmente la población se incrementa mucho en los meses de verano, debido al regreso de los emigrantes y sus familias, pero la población permanente sigue reduciéndose poco a poco. 
En los últimos años, se han llevado a cabo diversos proyectos que han tenido como objetivo acabar con la despoblación rural y aumentar la calidad de vida del municipio. En este sentido, hay que señalar el trabajo que se ha realizado tanto desde las diversas organizaciones sin ánimo de lucro que existen en la localidad, así como en los pueblos vecinos.
El municipio, que tiene una superficie de 20,97 km².

## Símbolos
El escudo heráldico que representa al municipio fue aprobado de manera definitiva en 2014 con el siguiente blasón:

«Escudo español. Partido. Primero tronchado, a) de gules, una cruz armiñada de sable, b) de azur, una venera de oro. Segundo de azur, el pico Cervero según se ve desde la localidad, de plata cargado de un águila de sable, linguada, naciente de una hoja de roble de sinople. Al timbre corona real española.»
Boletín Oficial de la Provincia de Salamanca nº 173 de 9 de septiembre de 2014

## Administración y política
| Partido político                         | 2019  | 2019  | 2019       | 2015  | 2015  | 2015       | 2011  | 2011  | 2011       | 2007  | 2007  | 2007       | 2003  | 2003  | 2003       |
| Partido político                         | %     | Votos | Concejales | %     | Votos | Concejales | %     | Votos | Concejales | %     | Votos | Concejales | %     | Votos | Concejales |
| Partido Popular (PP)                     | 65,97 | 125   | 4          | 51,88 | 83    | 4          | 58,16 | 114   | 5          | 74,54 | 161   | 6          | 29,02 | 65    | 2          |
| Partido Socialista Obrero Español (PSOE) | 32,98 | 63    | 1          | 44,38 | 71    | 3          | 32,14 | 63    | 2          | 11,57 | 25    | 1          | 69,64 | 156   | 5          |
| Unión del Pueblo Salmantino (UPSa)       | —     | —     | —          | —     | —     | —          | —     | —     | —          | 6,94  | 15    | 0          | —     | —     | —          |
| Izquierda Unida (IU)                     | —     | —     | —          | —     | —     | —          | —     | —     | —          | 6,02  | 13    | 0          | —     | —     | —          |

El alcalde de Escurial de la Sierra no recibe ningún tipo de prestación económica por su trabajo al frente del Ayuntamiento (2017).

## Cultura
Escurial celebra dos festividades patronales:
- Santa Cruz, 3 de mayo. Fiesta patronal. Se hace una procesión y se baila al Santo Cristo. La gente viste el traje típico.
- Santa Marina, 18 de julio. Fiesta patronal. Hay variedad de actividades: campeonatos de calva, encuentro de carros, verbenas, teatrillos, procesión, danzas, etc.

Otras festividades: 
- Santa Águeda, 5 de febrero. Festividad organizada por el grupo de mujeres de Santa Águeda.
- Día del Hornazo, domingo de Pascua.